# バスケットボール女子インド代表
バスケットボール女子インド代表(India women's national basketball team)は、インドバスケットボール連盟によって国際大会に派遣される女子バスケットボールのナショナルチームである。

## 歴史
オリンピック・世界選手権の出場はまだない。
アジア選手権では2009年にレヴェルI昇格となった。

## 主な国際大会成績
- 夏季オリンピック
  - 出場なし
- 世界選手権
  - 出場なし
- アジア選手権
- アジア大会